# Santuario del Señor de Pomallucay

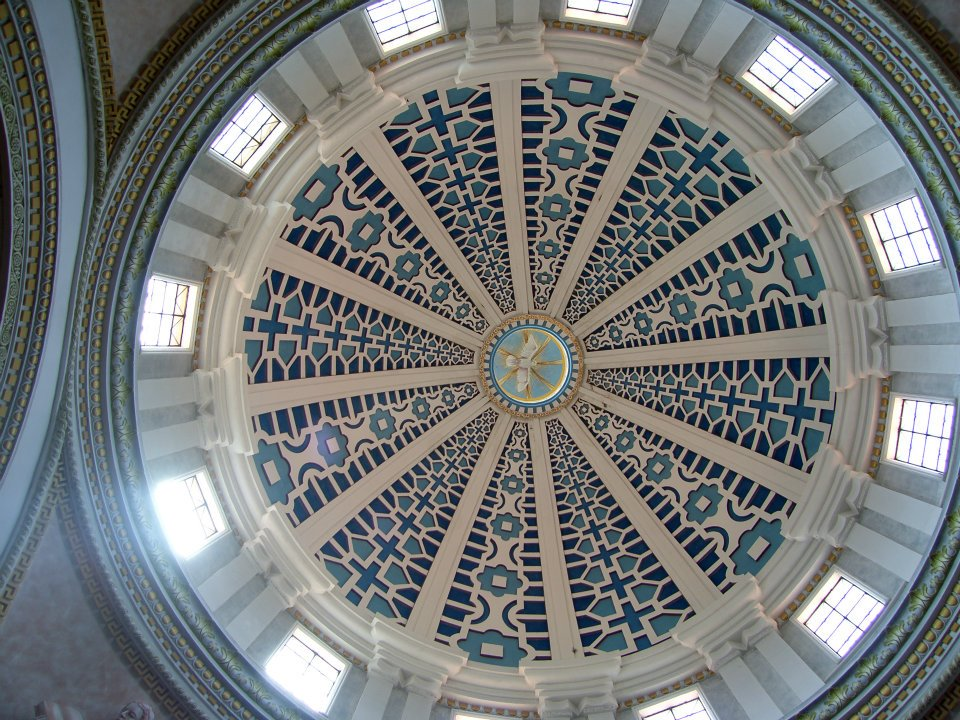
Vista interior de la cúpula.

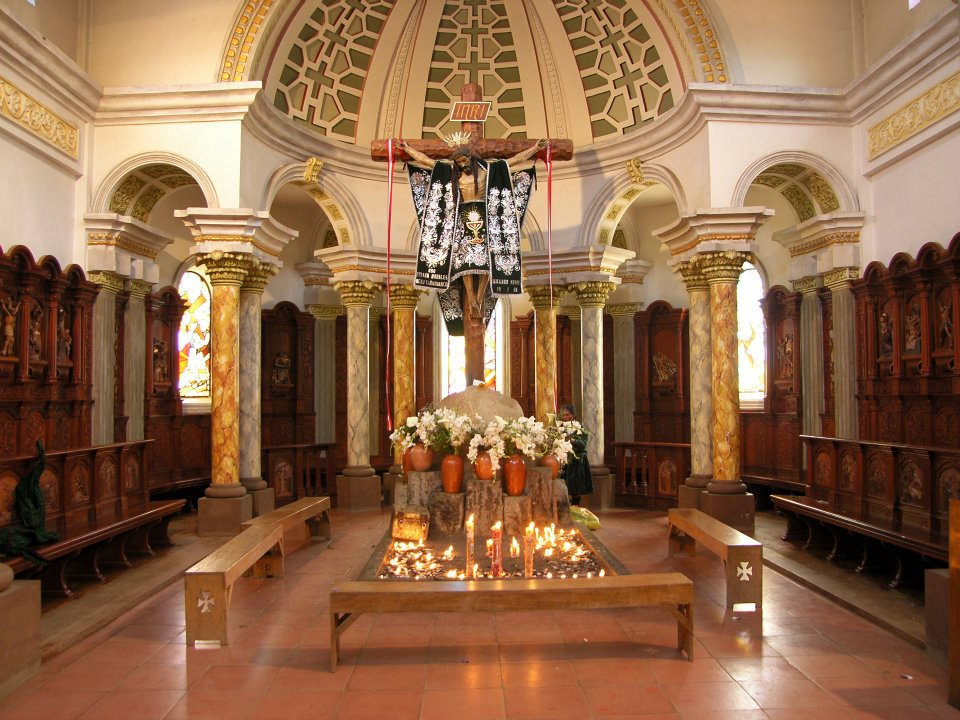
Señor de Pomallucay.

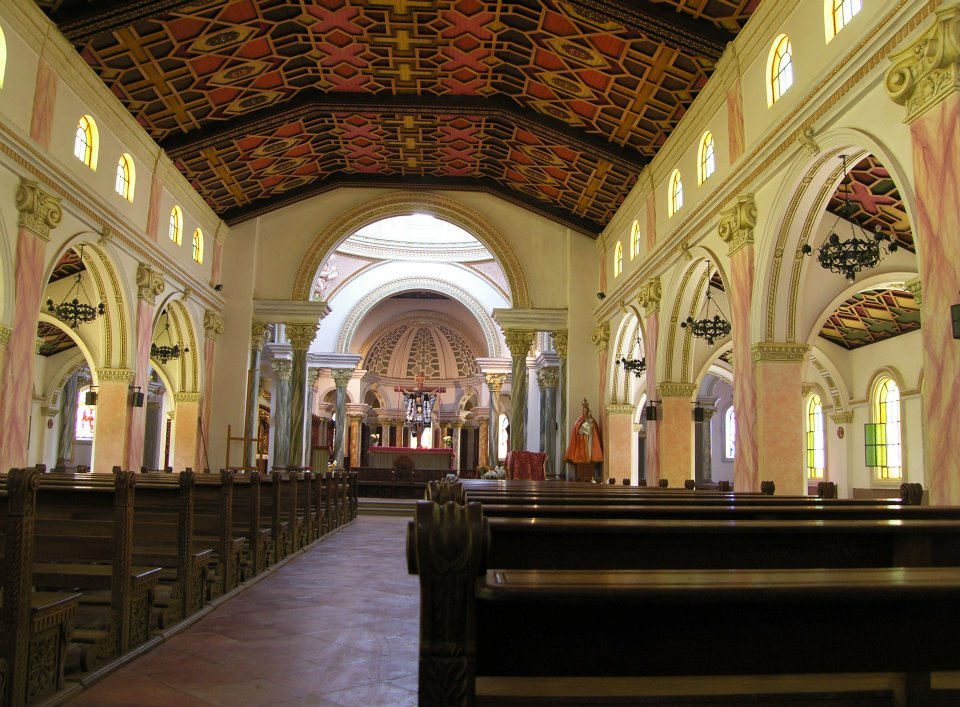
Nave central.

El santuario del Señor de Pomallucay es un templo peruano de la Iglesia católica dedicado al Cristo Crucificado, ubicado en el pueblo ancashino de Pomallucay, distrito de San Luis, provincia de Carlos Fermín Fitzcarrald. Eclesiasticament, pertenece a la jurisdicción de la Diócesis de Huari, por medio de la parroquia de San Luis. Se localiza a 20 minutos de San Luis, 1 hora de Chacas, y a 5 horas de Huaraz.
Recibe a feligreses de diversos pueblos durante la romería del día 14 de septiembre, en honor a la Exaltación de la Cruz. Los peregrinos van desde las provincias de Pomabamba, Mariscal Luzuriaga, Carhuás, Huaraz, Yungay, Asunción, Huari, de los poblados de Carlos Fermín Fitzcacrald.
En sus instalaciones funciona el Seminario de Pomallucay, fundado en 1995. Es uno de los seminarios salesianos más importantes del Perú, cuyos sacerdotes egresados son puestos en misión en Bolivia, Brasil, y diversas provincias peruanas.

## Etimología
Su denominación viene de las voces quechuas puma, significado reiterado en castellano; llucay viene de lluqay, que significa trepar. En este contexto, simple y llanamente, pumallucay quiere decir "trepada sobre el puma".

## Romerías del 4 de septiembre
El peregrinaje es una costumbre instalada, posiblemente, desde los años iniciales de evangelización en el área denominada San Luis de Chuquipampa. Completada a fines del siglo XVI. La magnífica escultura, quizás una réplica del Señor de Burgos, enclavada en una iglesia a la vera del camino intrarregional y muy cerca del camino real de los incas, habría despertado fe, esperanza y atractivo espiritual. El núcleo mayoritario de los romeros proviene de los pueblos circundantes a Pomallucay. También acuden peregrinos del Callejón de Huaylas en buses contratados para tal ocasión. Es la confianza viva en el Señor de Pumallucay.

## Construcción del templo nuevo
El nuevo santuario, de estilo neo-renacentista y neorromano, fue construido entre 1995 y 1997 por voluntarios de la Operación Mato Grosso y lugareños, liderados por el párroco de Chacas, Ugo de Censi y el obispo de Huari, Dante Frasnelli. El plano y parte de la dirección arquitectural, por el actual obispo de Huari, arquitecto Ivo Baldi. El trabajo de maderaje y decoración por los artesanos y alumnos de la Escuela Taller Don Bosco, fundada y administrada por el sacerdote Ugo De Censi. Obreros calificados de las provincias cercanas y voluntarios italianos.

## Seminario Salesiano
Se encarga de la formación de sacerdotes. Los seminaristas suelen ser naturales de las provincias de Huari, Carlos Fermín Fitzcarrald, Asunción, Mariscal Luzuriaga, Pomabamba y Raimondi o bien italianos ligados a la Operación Mato Grosso. Al finalizar sus estudios, algunos son puestos en misión a Bolivia, Brasil y diversas provincias peruanas como Cajamarca, Huanuco y Cusco.
Rectores:
- Ivo Baldi Gaburri
- Giorgio Barbetta Manzocchi (2017-2019)